# Унгураш (Марамуреш)
Унгураш (рум. Unguraș) насеље је у Румунији у округу Марамуреш у општини Думбравица. Oпштина се налази на надморској висини од 240 m.

## Становништво
Према подацима из 2002. године у насељу је живело 478 становника, од којих су сви румунске националности.